# Graham McPherson
Graham McPherson, född 13 januari 1961 i Hastings, Storbritannien, sångare, skådespelare, radio-DJ och tv-kändis. Han är mest känd som ska/popbandet Madness sångare. Han är också känd under smek-artistnamnet Suggs.

## Musikkarriär
McPherson är mest känd som sångare i Madness, där han skrev texterna till många av deras största låtar. I slutet av Madnesstiden började han också skriva musik. Efter att Madness splittrats 1986, startade han The Madness tillsammans med de tidigare Madnessmedlemmarna Carl Smyth (sång och trumpet), Christopher Foreman (gitarr) och Lee Thompson (saxofon). Projektet floppade, och de gav upp efter bara ett album. 
McPherson blev istället manager för Liverpoolbandet The Farm, som gjorde succé i början av 1990-talet. 
1992 gjorde han comeback tillsammans med resten av Madness, och 1995 kom hans första soloalbum, under namnet Suggs, The Lone Ranger. Musiken till många av låtarna från det albumet skrevs av Madness pianist, Michael Barson. Den mest framgångsrika låten blev dock en cover på Simon and Garfunkel's sång Cecilia, som sålde i 500 000 ex.
1998 kom hans andra soloalbum, The Three Pyramids Club, men det blev långt ifrån lika framgångsrikt, och det släpptes bara en singel, I Am.
1999 återvände han och Madness ännu en gång, nu med helt nyskrivet material för första gången sedan splittringen 1986, och sedan dess har han varit med dem.

## Musiksamarbeten
1990 arbetade McPherson tillsammans med Morrissey, och var bl.a. andresångare på hans låt Picadilly Palare.
1997 gjorde han en låt tillsammans med spelarna i Chelsea F.C., som han var (och är) ett stort fan av. Blue Day blev deras officiella låt i FA-cupen det året, och nådde en 22:a placering på englandslistan. 
2001 medverkade han på Jools Hollands Oranges and Lemons Again, och 2003 på hans Jack O the Green. McPherson var också med på en tv-special, tillsammans med Holland och hans band "Rhythm and Blues Orchestra" 2003, där han framförde Madnessklassikern "Madness" och "Enjoy Yourself" tillsammans med Prince Buster, en av Madness största idoler och inspirationskällor.
I juli 2005, kort efter terrorattentaten i London, framförde McPherson och Carl Smyth 
Bob Marley's "So Much Trouble in the World" tillsammans med Billy Bragg i en välgörenhetskonsert i London. Både McPherson och Smyth medverkade i musikvideon till Bob Marley's "One Love".
Senare under 2005 samarbetade han med electrogruppen Audio Bully på deras låt "This Road". 2006 framförde han Madnessklassikern "My Girl" tillsammans med The Ordinary Boys, som togs med som b-sida på deras hitsingel "Nine2five".

## Skådespeleri
McPherson har bl.a. medverkat i filmerna The Tall Guy (1989) och Don't Go Breaking My eart (1998). 1990 spelade han en popstjärna, "East", i Channel 4-dramat "The Final Frame". Han spelade också popstjärna i episoden "Friends Like These" i serien "Press Gang" 1990.
2003 spelade han under en kort period pappan till huvudpersonen Joe i scenmusikalen "Our House", som byggde på Madness låtar. 

## DJ
McPherson arbetade som regelbunden DJ på BBC:s radiostation BBC 6 Music när den startade 2002. Han arbetade också med Bob Monkhouse på BBC Radio 4-sitcommusikalen I think I've got a Problem. Även komikern Phil Cornwell medverkade med jämna mellanrum.
Han fortsatte DJ:andet på Virgin Radio med programmet Virgin Party Classics, och blev nominerad till en Sony Award 2005. 2006 lanserade Virgin Party Classics radiokanal via digital-TV. Kanalen leddes av McPherson, men fick ett kort liv; den lades ner efter bara fyra månader. Han medverkar regelbundet i Virgin Radio-tävlingar där priset är att få ta en drink med honom. 2007 presenterade han en ny show med namnet Afternoon Tea.

## Diskografi
Album
- The Lone Ranger UK #14 (oktober 1995)
- The Three Pyramids Club UK #82 (augusti 1998)

Singlar
- "I'm Only Sleeping"/"Off On Holiday" UK #7 (augusti 1995)
- "Camden Town" UK #14 (oktober 1995)
- "The Tune" UK #33 (december 1995)
- "Cecilia" UK #4 (april 1996)
- "No More Alcohol" UK #24 (september 1996)
- "Blue Day" UK #22 (maj 1997)
- "I Am" UK #38 (september 1998)